# Pójdźmy za Nim!
Pójdźmy za Nim! – nowela o treści religijnej autorstwa Henryka Sienkiewicza opublikowane po raz pierwszy w 1892 roku.

## Treść
Akcja toczy się w starożytnym Rzymie. Główny bohater, patrycjusz Kajus Septimus Cinna, prowadzi życie wśród zabaw i rozrywek. Nie czuje się szczęśliwy, ponieważ ma poczucie pustki i niespełnienia w życiu. Zmienia się to, kiedy zakochuje się w pięknej Antei. Szybko bierze z nią ślub, jednak szczęście nie trwa długo. Jego żona zaczyna zdradzać objawy choroby psychicznej. Każdego dnia nawiedzają ją przerażające wizje i halucynacje. Ponieważ lekarze są bezradni, Cinna, za radą jednego z nich udaje się do Jerozolimy do swojego starego przyjaciela Poncjusza Piłata. Liczy na to, że zdrowsze powietrze uzdrowi jego żonę, jednak wizje nie ustają. Pewnego dnia oboje stają się świadkami egzekucji Jezusa Chrystusa. To spotkanie zmieni ich życie.